# Dave Wilson (homme politique néo-écossais)
Pour les articles homonymes, voir Dave Wilson et Wilson.
David A. (Dave) Wilson, né en 1970 à Alma (Québec), est un homme politique (néo-écossais) canadien. Il est le député néo-démocrate qui représente la circonscription de Sackville-Cobequid à l'Assemblée législative de la Nouvelle-Écosse. Il a été élu pour la première fois à l'élection provinciale du 5 août 2003, son prédécesseur, John Holm (en), ne s'étant pas représenté. Il a été réélu aux élections de 2006, 2009, 2013 et 2017.